# Flory Cirque
Der Flory Cirque ist ein Bergkessel im ostantarktischen Viktorialand. In der Asgard Range liegt er zwischen dem East Groin und dem West Groin, zwei Gebirgskämmen an der Nordflanke des Taylor-Gletschers.
Das Advisory Committee on Antarctic Names benannte ihn 1976 nach Robert B. Flory, Geologe des United States Antarctic Research Program auf der McMurdo-Station während dreier Forschungskampagnen zwischen 1968 und 1971.